# Gonzalo Bravo Álvarez
Gonzalo Arturo Bravo Álvarez (Valparaíso, 30 de diciembre de 1962) es un sacerdote católico, diocesano de Valparaíso, Obispo de la Iglesia católica, Ordinario de la Diócesis de San Felipe en Chile (Región de Valparaíso), desde el 15 de agosto de 2020. Nació en Valparaíso el 30 de diciembre de 1962.

## Biografía
Realizó sus estudios primarios y secundarios en Quilpué, Región de Valparaíso. Posee el grado de Licenciado en Ciencias Básicas de la Ingeniería en la Universidad Técnica Federico Santa María y el título de Ingeniero Civil en esa misma universidad. Además, es Bachiller en Ciencias Religiosas en la Pontificia Universidad Católica de Valparaíso, licenciado y doctor en Teología Bíblica en la Pontificia Universidad Gregoriana en Roma, Italia, con una tesis sobre el evangelio según san Marcosdirigida por el profesor jesuita Klemens Stock. Desde 2008 se desempeña como profesor de Sagrada Escritura en la Facultad Eclesiástica de Teología, de la Pontificia Universidad Católica de Valparaíso, siendo decano de dicha facultad durante algunos años.
El 19 de marzo de 1990, a sus 27 años, ingresó en el Seminario Mayor San Rafael de la Diócesis de Valparaíso. Fue ordenado diácono el 20 de abril de 1997 y sacerdote el 12 de octubre de 1997, en la Catedral de Valparaíso. Su primer encargo pastoral en la diócesis, entre 2001 y 2002, fue como vicario parroquial en la Parroquia Nuestra Señora de los Dolores, en Viña del Mar. Desde 2002 hasta 2005 fue administrador parroquial de la Parroquia Jesús Buen Pastor, en Valparaíso. Entre 2008 y 2020 se desempeñó como párroco en la  Parroquia El Salvador del Mundo “La Matriz”, en Valparaíso, donde junto al cuidado pastoral de dicha comunidad, se preocupó de levantar un comedor y diversas obras sociales, de emprendimiento y cuidado medioambiental con los habitantes del sector, a través de la Corporación La Matriz, que fundó en 2011. Entre 2013 y 2016, además, se desempeñó como vicario de Asuntos Económicos del Obispado de Valparaíso.
El 26 de mayo de 2020 el papa Francisco lo nombró Obispo de la Diócesis de San Felipe, sede que estuvo vacante por alrededor de un año. El 15 de agosto del 2020, en el Santuario de Santa Teresa de Los Andes, fue ordenado obispo por el Nuncio Apostólico Alberto Ortega Martín, tomando posesión de la diócesis ese mismo día.